# Homo floresiensis
Homo floresiensis (homem de flores), apelidado de "Hobbit", é uma espécie extinta de hominínio do gênero Homo.
Os primeiros ossos foram descobertos em 2003 durante uma escavação arqueológica em uma caverna em Liang Bua, Ilha de Flores, na Indonésia. O primeiro fóssil encontrado em Flores foi o esqueleto quase completo de uma mulher, com o crânio por inteiro, referenciado como "LB1". Esse registro tem como característica a baixa estatura, chegando a somente 1 metro de altura, e a baixa capacidade craniana e foi datado para o final do Pleistoceno. Após a primeira escavação, fósseis parciais de outros indivíduos também foram encontrados, confirmando a existência de uma população de pequenos hominínios, e não somente um indivíduo anômalo.
A partir de análises iniciais de carvão da área do primeiro registro, foi concluído que a espécie viveu até 30 mil anos após a chegada de humanos modernos. Porém, escavações mais recentes concluíram que a extinção da espécie ocorreu cerca de 50 mil anos atrás, presumivelmente em razão de dificuldades impostas pelos novos hominíneos na região. Apesar dessa possível ligação, ainda não existem evidências que comprovem interações entre Homo floresiensis e Homo sapiens.
Desde sua descoberta, o status taxonômico do homem de flores causou diversas controvérsias. Muito se debateu se o fóssil encontrado pertencia a uma nova espécie, ou foi causado por um evento patológico. Estudos filogenéticos concluíram que a linhagem do Homo floresiensis compõe efetivamente uma nova espécie, com possível ligação com Homo habilis ou Homo erectus.

## A descoberta

### O local
A descoberta do esqueleto de Homo floresiensis aconteceu na caverna Liang Bua em Flores, uma ilha no leste da Indonésia localizada entre o continente asiático e a Oceania. A caverna é formada de calcário, e está situada 14 km ao norte de Ruteng, a capital da província Manggarai Province, e 25 km da costa norte, com vista para o vale do rio Wae Racang a uma altitude de 500 m acima do nível do mar (08º 31’ 50.4’’ S, 120º 26’ 36.9’’ L). Possui 30 m de largura e 25 m de altura na entrada, e até 40 m de profundidade. Formada como uma caverna subterrânea pela dissolução cárstica, a extremidade norte foi exposta pela invasão do rio Wae Racang, o qual está agora a 200 m de distância e 30 m abaixo de Liang Bua. Pesquisadores analisaram quatro setores (I, III, IV e VII) previamente escavados, além de realizarem novas escavações, e a descoberta do esqueleto do Homo floresiensis foi no setor VII, próximo à parede leste, a quase 6 metros de profundidade, em sedimentos do Pleistoceno Superior.
A caverna já era conhecida por uma geração anterior de arqueólogos, mas ninguém antes teve a imaginação ou determinação para cavar realmente fundo nos sedimentos.

### A escavação
Em setembro de 2003, durante uma escavação na caverna Liang Bua, em Flores, a fim de encontrar evidências e respostas acerca do surgimento, migração, evolução e extinção de hominínios na região, uma equipe de cientistas australianos e indonésios encontrou restos mortais de um indivíduo (LB1), incluindo crânio, mandíbula, pélvis, fêmures, tíbias, fíbulas e patelas, mãos e pés incompletos e fragmentos de vértebras, sacro, costelas, escápulas e clavículas, alguns dos quais ainda estavam articulados quando descobertos, bem preservados e pouco fossilizados, com características distintivas suficientes para serem designados como uma nova espécie, além de um dente pré-molar de outro indivíduo (LB2). A anatomia pélvica do indivíduo LB1 indica fortemente que se tratava de uma mulher que foi apelidada de "Little Lady of Flores" (Pequena mulher de flores) e "Flo".

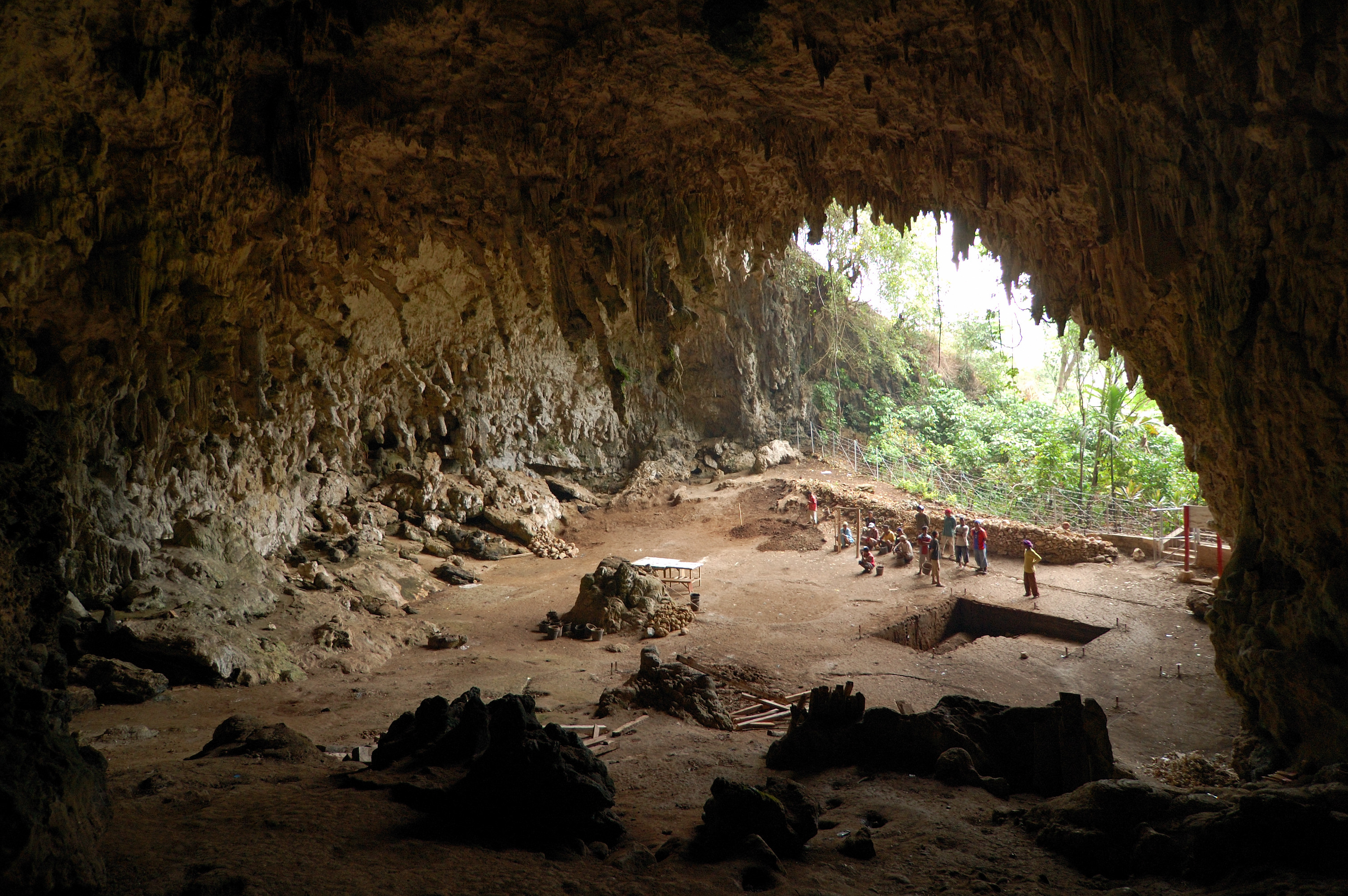
Caverna Liang Bua, onde os restos do Homo floresiensis foram descobertos em 2003, em Flores, na Indonésia.

Os fósseis foram encontrados em associação com artefatos de pedra e pequenos restos faunísticos, como peixes, sapos, cobras, tartarugas, varanídeos, pássaros, roedores e morcegos. É provável que muitos tenham se acumulado por meio de processos naturais, mas alguns ossos estão carbonizados, o que é improvável de ter ocorrido naturalmente no chão de uma caverna. Os únicos animais grandes encontrados foram o dragão de Komodo, um outro varanídeo ainda maior, uma espécie anã endêmica de Stegodon (um elefante extinto), cegonha-marabu gigante e abutre.
Em 2004 a escavação foi continuada em outros setores da caverna, a 11 m de profundidade, e foram recuperados restos de esqueletos de pelo menos 14 indivíduos. Para 9 deles foram recuperados os ossos da extremidade inferior, e para outros 5 foram encontrados os ossos dos membros superiores.
O elenco de pesquisadores que realizaram a descoberta do esqueleto era composta por Peter Brown, Mike Morwood, Richard “Bert” Roberts, Thomas Sutikna, William Jungers, Teuku Jacob, Raden Soejono, Leigh Dayton, Maciej Henneberg, Leslie Aiello, Robert Martin e Wahyu Saptomo.

## Nomenclatura

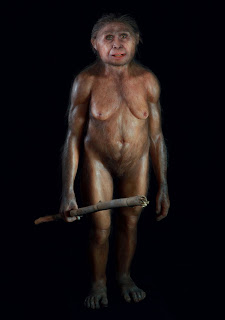
Recente reconstrução de corpo inteiro do indivíduo LB1, Homo floresiensis

O nome do gênero Homo tem origem no latim, derivando a palavra homem em português. O termo para a espécie floresiensis remete ao local em que os ossos foram descobertos e onde os indivíduos viveram, na Ilha de Flores, Indonésia. Portanto, o nome científico Homo floresiensis pode ser traduzido para o português como o homem de flores.
Além do nome científico, os cientistas que descobriram a espécie também criaram um nome popular, com maior apelo publicitário. Tomando como inspiração o universo fantasioso de J. R. R. Tolkien criado no livro "O Hobbit" e as características diminutas da espécie, o homem de flores foi apelidado de "Hobbit". Devido ao Tolkien Estate, a ideia inicial de chamar o Homo floresiensis de Homo hobbitus teve de ser abandonada por razões legais.

## Classificação

### Filogenia
A partir da análise de dados morfológicos derivados e primitivos, não encontrados em nenhum outro hominínio, os descobridores dos ossos classificaram os indivíduos como pertencentes a uma nova espécie, Homo floresiensis. Inicialmente, foi considerado classificar o homem de flores em seu próprio gênero, com o nome científico Sundanthropus floresianus (homem da região de Sunda em Flores). Revisores da proposta sugeriram que, apesar das características únicas, a espécie fosse classificada como um membro do gênero Homo.

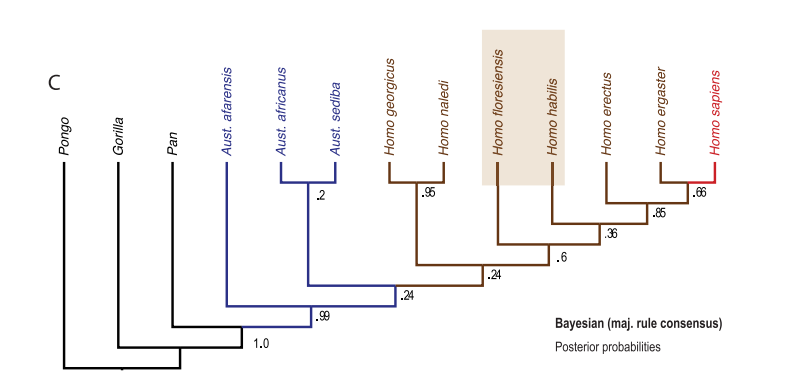
Afinidade filogenética hipotética de Homo floresiensis.

Quatro hipóteses foram criadas para explicar as relações filogenéticas do Homo floresiensis:
- H. floresiensis seria uma população patológica de Homo sapiens;[2]
- H. floresiensis seria um descendente de Homo erectus;[6]
- H. floresiensis seria um descendente de Homo habilis;[6]
- H. floresiensis seria um descendente de alguma linhagem de australopitecos.[6]

A primeira teoria que traz o aspecto patológico ao homem de flores é defendida principalmente pelos pesquisadores Robert Eckhardt, Maciej Henneberg e outros antropólogos que acreditam que o indivíduo LB1 era um Homo sapiens que estaria acometido por uma síndrome ou doença, como Down ou microcefalia. Dessa forma, não haveria uma nova espécie do gênero Homo, mas sim um registro de patologia encontrado em H. sapiens antigos. Essa teoria levou a discordâncias no meio científico, principalmente pelas novas descobertas que a contradizem. Em primeiro lugar, o nível estratigráfico em que o indivíduo LB1 foi achado corresponde a 100 mil anos atrás, período anterior à chegada dos humanos modernos em Flores. Além disso, em nova expedição, foram descobertos ossos similares aos de LB1 mas datados de 700 mil anos atrás. Isso reduz ainda mais a probabilidade do Homo floresiensis ser uma população adoecida de H. sapiens. Estudos realizados comparando descrições clínicas de indivíduos H. sapiens com síndrome de Down com os indivíduos de Homo floresiensis também rebateram essa hipótese.
As hipóteses seguintes são baseadas no efeito das ilhas, que indica que muitos organismos podem ter seu tamanho aumentado ou reduzido quando vivendo em ambientes com espaço e recursos limitados. O tamanho diminuto do homem de flores pode ter sido resultado desse efeito, assim como o de muitas espécies que caçavam. Na mesma caverna em que foram encontrados os primeiros indivíduos de Homo floresiensis foram encontrados representantes pigmeus de Stegodon, que em outras regiões apresentava tamanho maior. Portanto, a nova espécie poderia ser um descendente de outra linhagem de hominínio que teve seu tamanho pequeno favorecido pela seleção natural.

Os estudos comparativos entre Homo floresiensis e outras espécies do gênero Homo utilizaram métodos filogenéticos Bayesianos e de parcimônia utilizando caracteres morfológicos como crânio, mandíbula, arcada dentária e pós-crânio. O estudo concluiu que o homem de flores é descendente de uma linhagem antiga de Homo, com duas possibilidades:

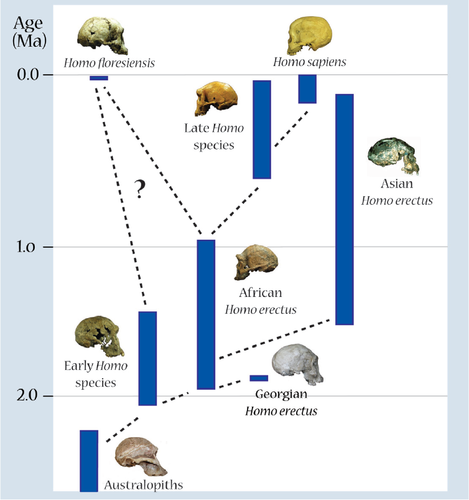
Possíveis ancestrais do Homo floresiensis.

- H. floresiensis é grupo irmão de H. habilis: as duas espécies teriam um ancestral comum único, não compartilhado com as outras espécies de Homo;[6]
- H. floresiensis é um táxon basal de um clado contendo H. habilis, H. erectus, H. ergaster e H. sapiens, sendo a linhagem mais antiga dentre elas.[6]

A partir dessa análise, o Homo floresiensis é provavelmente muito próximo de Homo habilis ou pertence a um clado vizinho. Ademais, é especulado que a origem da linhagem de H. floresiensis tenha sido na África e que sua migração ocorreu entre o início do pleistoceno e 700 mil anos atrás.
A última hipótese é, dentre as quatro citadas, a mais improvável. Os homens de flores e os australopitecos compartilhavam apenas algumas semelhanças morfológicas, como braços longos e pernas curtas. Apesar disso, não há a possibilidade de que os australopitecos tenham vivido em qualquer outro lugar além da África, visto que não há registros da saída do continente por esses hominídeos.
Nenhuma dessas hipóteses foi comprovada até então. Alguns estudos sobre o crânio sugerem que o H. floresiensis evoluiu do H. erectus de Java do Pleistoceno Inferior, e não de uma condição generalizada do H. erectus.

### Tentativas de extração de DNA
Tentativas de extrair o DNA de Homo floresiensis ocorreram algumas vezes ao longo dos últimos anos, apesar de frustrações existentes em torno delas.Tal extração pode dar informações importantes vinculadas à história evolutiva da espécie. Caso técnicas modernas possam ser aplicadas e sejam bem-sucedidas, a comparação de sequências de DNA com outras espécies pode auxiliar em aspectos vinculados à classificação de H. floresiensis. Para alcançar esse objetivo, seu pré-molar foi mantido frio, mas acredita-se que pouca quantidade de DNA (ou até mesmo nenhuma) possa ter sobrevivido ao calor e à umidade da região tropical, onde os fósseis foram encontrados.
Um time de cientistas liderado por Christina Adler investigou que métodos associados a procedimentos tradicionais podem se ligar a essa falha na extração. Eles chegaram à conclusão de que a maioria das pesquisas focava na região da dentina, mas, na realidade, o cemento, tecido que recobre a raiz, é muito mais rico em DNA. Ademais, a perfuração, técnica muito utilizada nesse processo, gera muito calor quando realizada a velocidades padrões, o que pode destruir rapidamente o DNA. Uma possível solução para aliviar esse problema seria reduzir tal velocidade.

## Características

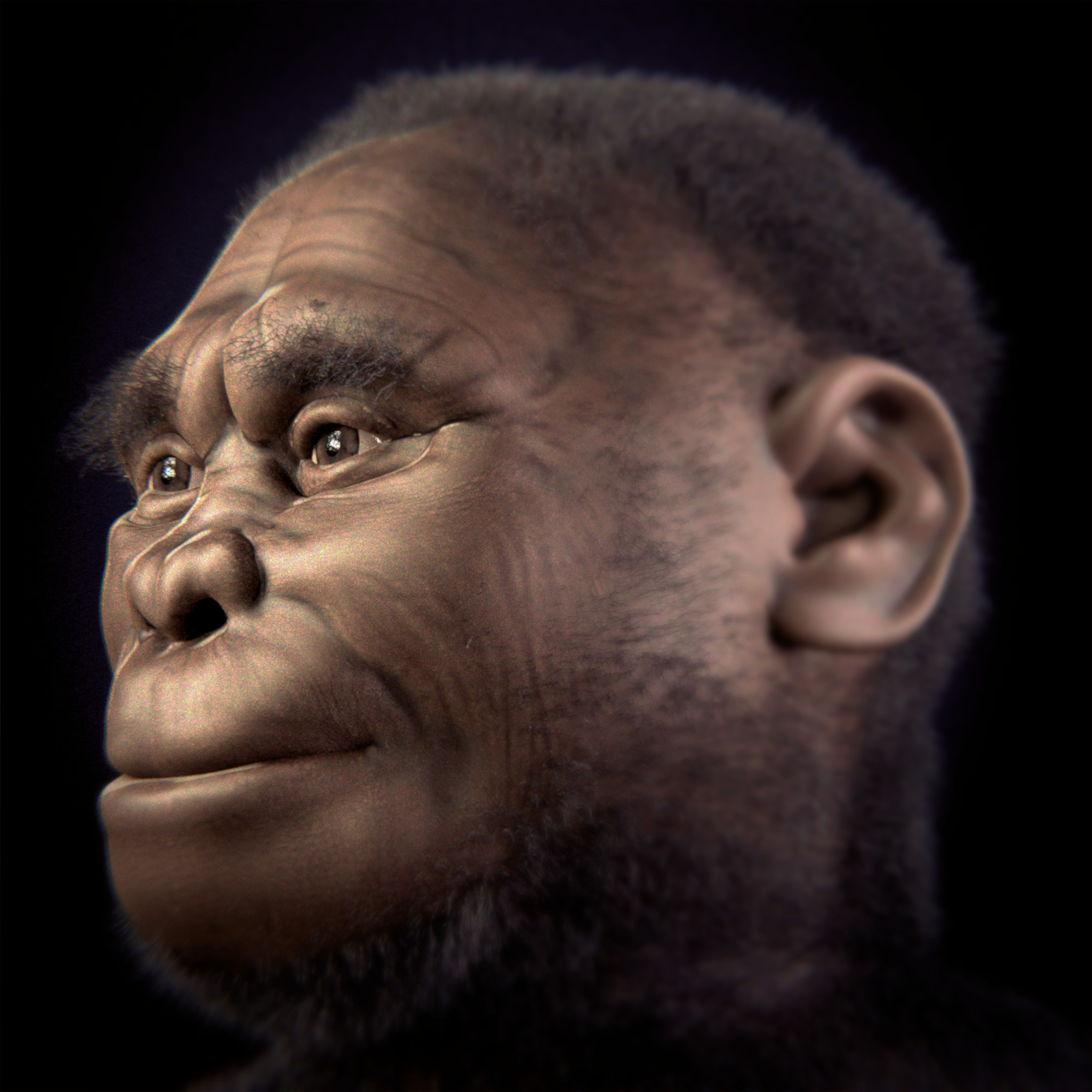
Reconstrução facial do homem-de-Flores.

### Anatomia
A anatomia do Homo floresiensis é de um hominínio bípede de corpo pequeno muito reduzido, com o volume, a capacidade craniana, o tamanho relativo do cérebro e a estatura endocraniana (altura do corpo) semelhantes ou menores que o Australopithecus afarensis. Também apresenta o comprimento da superfície orbital parecido com o encontrado em Homo sapiens. Este conjunto incomum de características é o que torna o H. floresiensis diferente de todos os outros hominínios conhecidos.
A mandíbula é completa e combina características presentes em uma variedade de hominínios do Plioceno e do Pleistoceno.
O tamanho e a morfologia dos dentes inferiores seguem o padrão encontrado em H. erectus e H. sapiens.

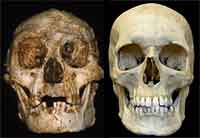
Crânio de Homo floresiensis (à esquerda) e de Homo sapiens (à direita)

A anatomia geral do fêmur é consistente com a ampla faixa de variação encontrada  em H. sapiens, com algumas diferenças que podem ser por conta dos efeitos alométricos de um tamanho corporal muito pequeno.
Apesar de seu corpo e cérebro serem menores e de possuir uma mistura de características primitivas e avançadas, esta espécie é enquadrada dentro do gênero Homo. Segundo Richard Roberts, geocronologista da Universidade de Wollongong, Austrália, e um dos pesquisadores que descobriram o novo hominínio, eles tinham braços um pouco mais longos e possuíam sobrancelhas mais duras e grossas do que os humanos modernos, uma testa fortemente inclinada e nenhum queixo.

#### Crânio e cérebro

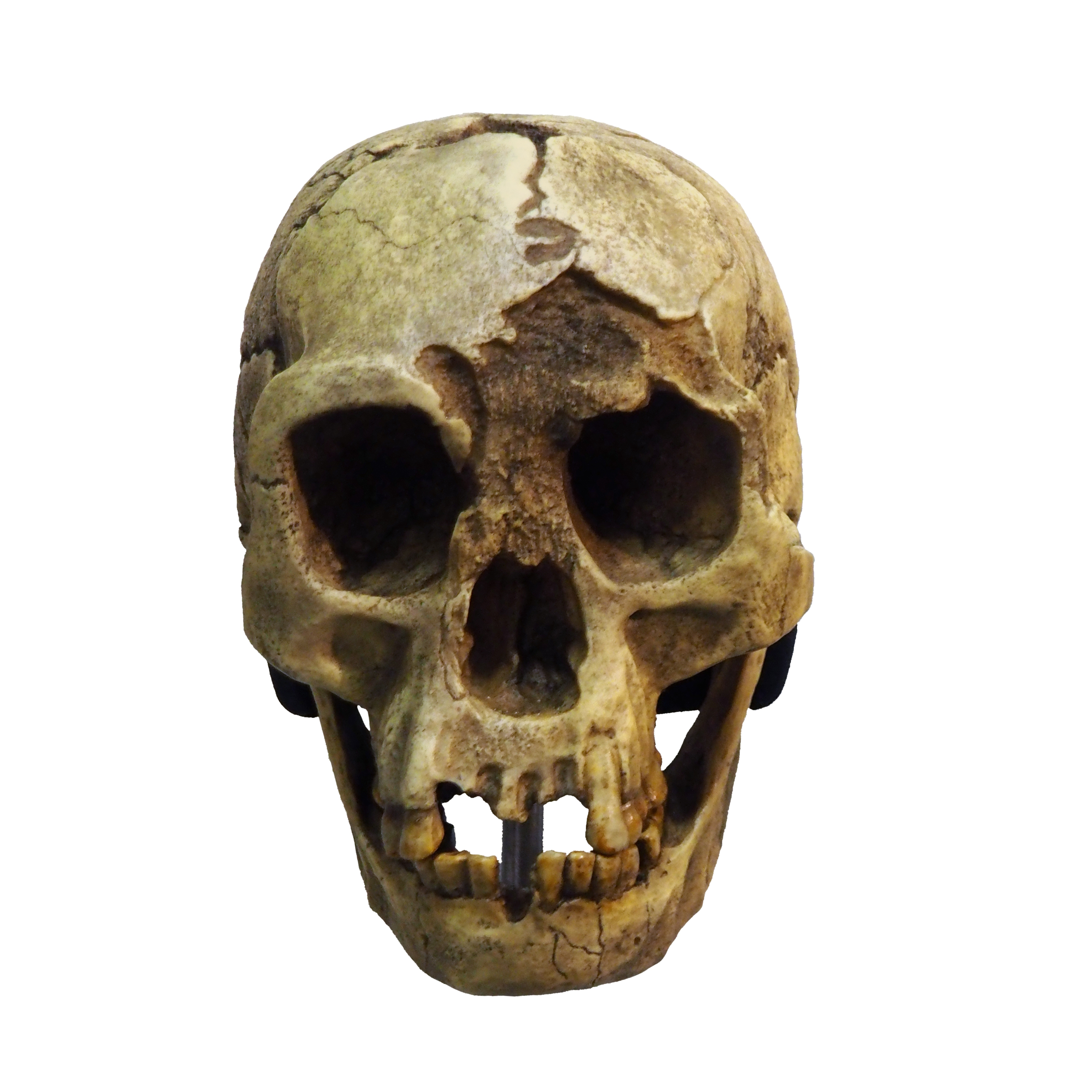
Crânio de Homo floresiensis (LB1).

O volume endocraniano é de 380 cm³, bem abaixo da faixa aceita anteriormente para o gênero Homo e igual às estimativas mínimas para o Australopithecus. Porém, um outro pesquisador obteve o volume de 430 cm³ após remover algumas “brechas” da superfície endocraniana, já que, segundo ele, os primeiros pesquisadores causaram danos consideráveis no crânio durante a escavação e, quando o reconstruíram, envernizaram a superfície muito fortemente, obscurecendo alguns detalhes.
A massa cerebral, calculada a partir de seu volume, é de 433,2 gramas.

O cérebro é pequeno e reorganizado de forma neurológica, o que é consistente com as habilidades cognitivas que foram atribuídas ao H. floresiensis, como o uso de ferramentas de pedra e do fogo, já que apresentavam a parte frontal do cérebro bem desenvolvida.

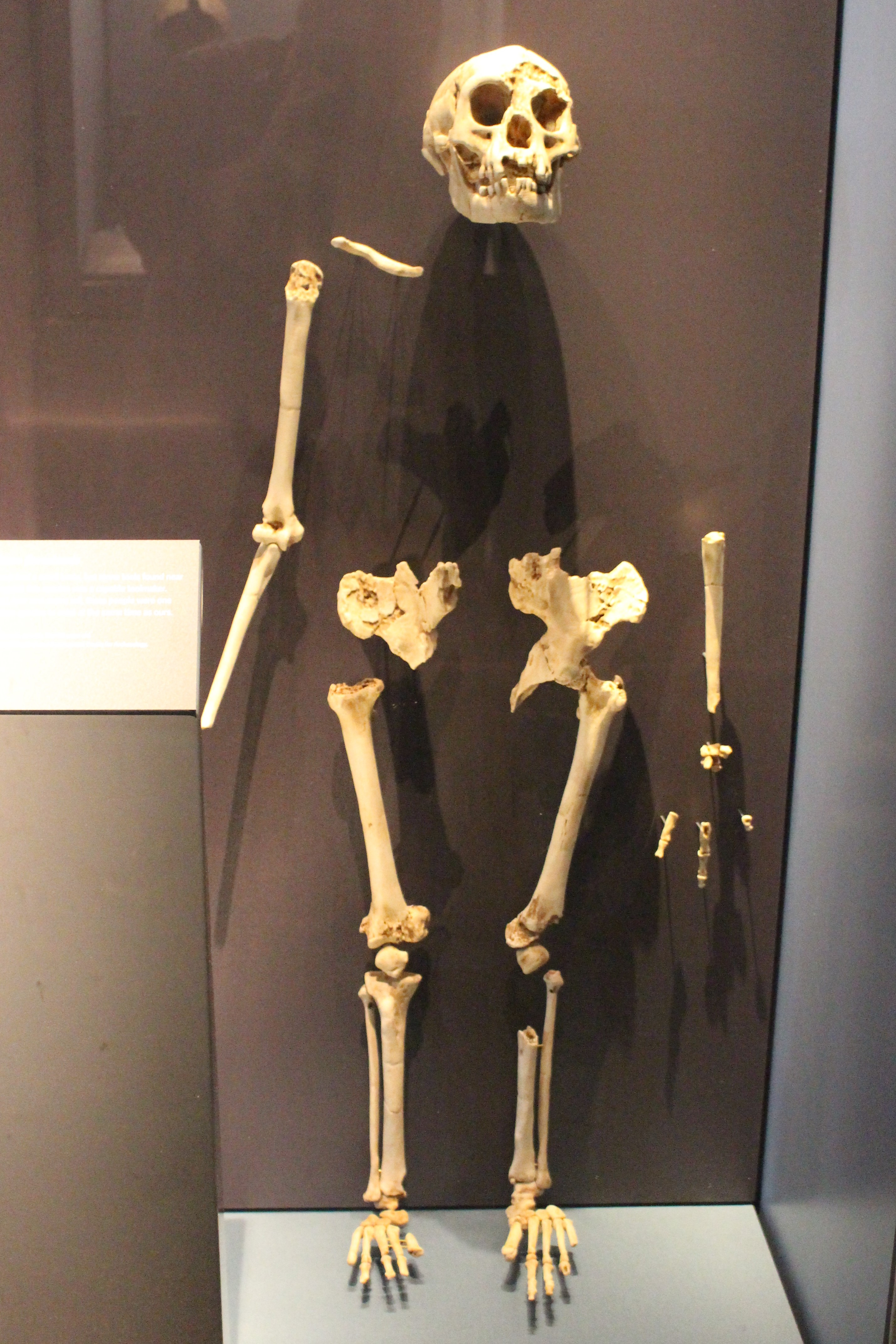
Esqueleto de Homo floresiensis no Museu de História Natural de Londres, Inglaterra.

Em relação à face, a ausência de queixo foi considerada como uma característica distintiva, mas segundo as análises de Teuku Jacob e colaboradores, não é válido afirmar que a ausência de mento é uma característica taxonômica para separar os hominínios LB do Homo sapiens.

#### Altura
A estimativa da altura do LB1 é de 106 cm, o que dá uma massa corporal de 16 a 28,7 kg. O tamanho do H. floresiensis é aproximado ao de uma criança moderna de 3 a 4 anos. Mais informações sobre possíveis hipóteses para o tamanho tão pequeno do H. floresiensis em relação aos outros Homo são encontradas abaixo, no tópico “Explicações para o tamanho pequeno”.

#### Mãos

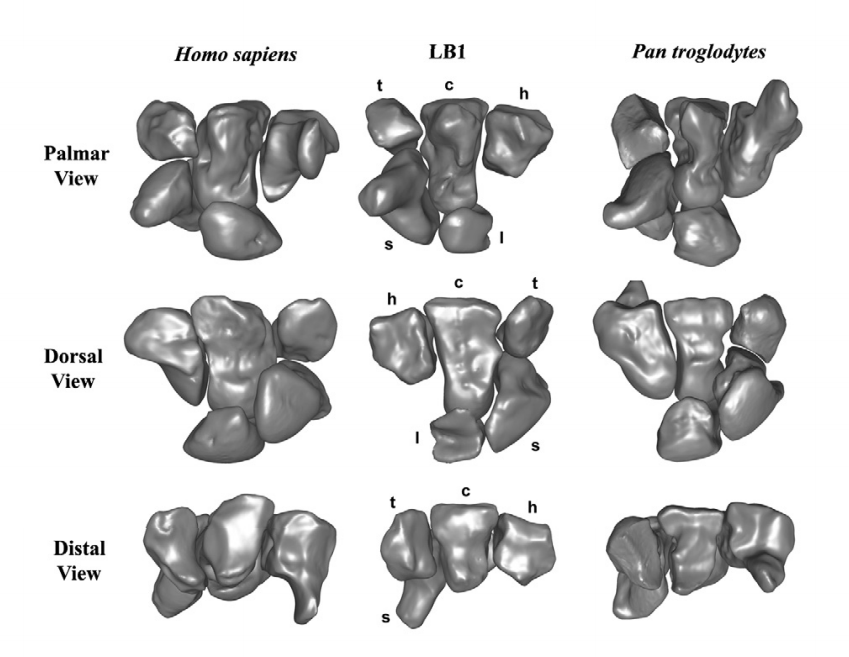
Modelos 3D articulados de ossos do carpo do lado esquerdo. Ossos comparáveis para Homo sapiens estão à esquerda, Homo floresiensis no centro e Pan troglodytes à direita.

A morfologia dos membros e dos pulsos é um indicativo das relações de parentesco filogenético em mamíferos e, consequentemente, em primatas e hominínios. O número e formato dos elementos carpais e a configuração das articulações podem indicar ou não proximidade entre duas espécies. Na escavação de 2003 foram recuperados os ossos carpais do pulso esquerdo do indivíduo LB1, contendo trapezóide, escafóide e capitato, que foram analisados para estudos de relação filogenética. Um estudo de 2007 concluiu que esses ossos não apresentavam sinal algum de patologia nem de desenvolvimento anormal, sem problemas de metabolismo ou distúrbios de crescimento. Além disso, os ossos articulados não apresentavam as características derivadas compartilhadas entre os carpais dos humanos modernos (H. sapiens) e os neandertais. Entretanto, os ossos de LB1 possuíam padrões simplesiomórficos gerais encontrados em fósseis de hominínios antigos que migraram diretamente da África.

A morfologia do pulso do H. floresiensis e a associação com tecnologias de pedra indicam que os primeiros hominínios capazes de lidar com ferramentas de pedra retiveram as características morfológicas primitivas no pulso.

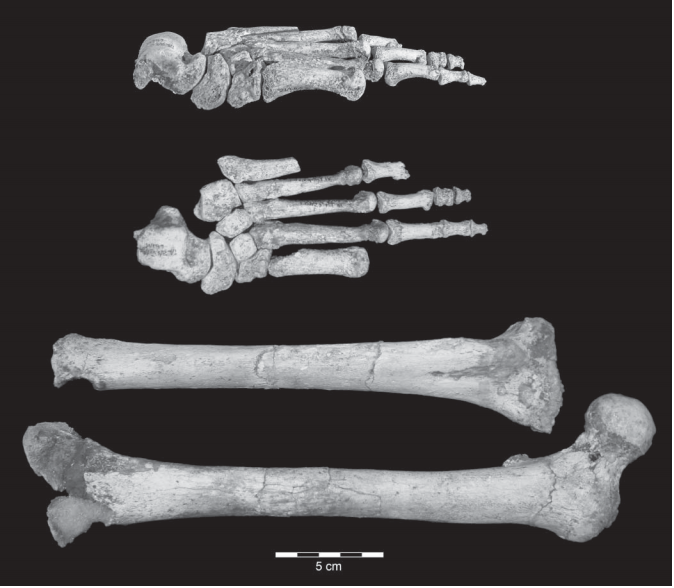
Pé esquerdo remontado de LB1, com sua tíbia direita e fêmur esquerdo associados.

#### Pés
O esqueleto do indivíduo LB1 apresentava um pé esquerdo praticamente completo e partes do pé direito. As análises dos ossos e das reconstituições com tecido mole indicam que o pé de Homo floresiensis era muito longo ao se comparar com o comprimento relativo da tíbia e do fêmur, proporção não registrada para nenhum outro hominínio, mas encontrada em alguns grandes hominoides africanos.
Os pés do homem de flores apresentavam diversas características primitivas que não são encontradas em humanos modernos. A presença de traços como membros inferiores curtos, dedos laterais longos, falanges curtas e pé chato possivelmente eram fatores que prejudicavam e diminuíam o desempenho da locomoção. Apesar disso, esses caracteres não são compatíveis com nenhuma patologia estudada. A comparação anatômica e funcional do pé, e de outras características do esqueleto, indica que o H. floresiensis apresentava uma morfologia possivelmente primitiva do gênero Homo.

#### Dentes
Os dentes são um dos elementos que possuem mais informações em estudos evolutivos de hominínios. Existe apenas um crânio completo de H. floresiensis (LB1), mas os restos dentários encontrados representam até 3 indivíduos por dente. Há controvérsias entre cientistas se tais dentes seriam mais primitivos ou mais modernos como os do H. sapiens.

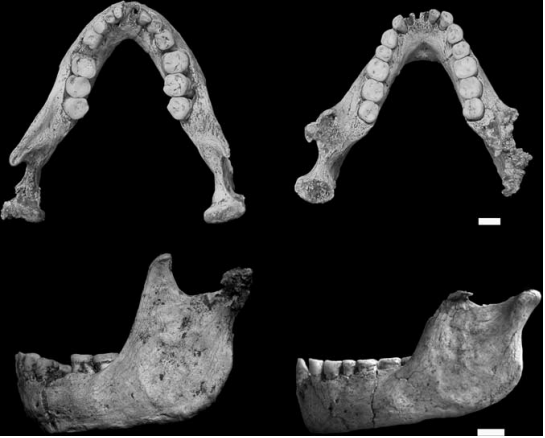
Mandíbula e dentes do Homo floresiensis.

A amostra de dentes é composta por uma dentição maxilar quase completa, duas dentições mandibulares quase completas e 4 dentes isolados.
Análises dos dentes indicam que eles são mais primitivos em relação ao H. sapiens, o que contradiz a afirmação de que o Homo floresiensis não seria uma espécie nova do gênero Homo.
Ele compartilha várias características dentais com o Homo do Pleistoceno Inferior, mas nenhuma delas tão primitiva quanto as do H. habilis. Aliás, diversas dessas características são compartilhadas com uma ou mais espécies, como o H. ergaster, o H. erectus e o H. georgicus, o que não apoia a hipótese de que o H. floresiensis evoluiu do H. habilis ou Australopithecus. A análise dos contornos das coroas de 6 pré-molares e molares indicaram que o homem de flores é mais parecido com o H. erectus do que com os demais Homo, portanto, apoiando a hipótese de que ele evoluiu de uma população do H. erectus de Java.

## Explicações para o tamanho pequeno
Desde sua descoberta foram levantadas diversas hipóteses quanto às razões por trás do tamanho reduzido dos esqueletos de H. floresiensis. A partir dessas hipóteses, pesquisadores tentaram alocar o homem de flores na filogenia do gênero Homo, seja como descendente doente de outras espécies de Homo ou então como uma espécie nova. As explicações para o tamanho pequeno podem ser divididas em hipóteses evolucionárias ou patológicas.

### Hipóteses evolucionárias

#### Nanismo insular
Muitas evidências atreladas às características anatômicas de H. floresiensis permitiram a suposição de relações com H. erectus: o pequeno neurocrânio com uma testa plana e inclinada, a presença de ossos cranianos grossos, o tamanho do cérebro, entre outras semelhanças vinculadas ao crânio. Assim, considerando-se essas semelhanças cranianas, a descrição original acreditava que H. floresiensis se tratava de um descendente anão de H. erectus.
Uma possível explicação para essa ocorrência pode estar associada ao fenômeno de nanismo insular, que já foi documentado para diversos outros mamíferos considerados grandes, como mamutes e veados. Há, também, populações humanas que estão se tornando cada vez mais anãs, inclusive em ilhas do sudeste asiático. Constantemente, relaciona-se o nanismo insular à falta de recursos no ambiente onde tal fenômeno é observado.
H. floresiensis existiu em uma região denominada Wallacea, que aparentemente foram isoladas por fortes correntes, o que dificultou a migração de animais vindos tanto da Ásia quanto da Austrália. A raridade vinculada à existência de grandes mamíferos terrestres na região é uma evidência de que, para eles, é difícil atingi-la, apesar da ocorrência de algumas documentações no local, como dragões-de-komodo e um tipo de elefante extinto nomeado Stegodon.
Existem, entretanto, críticas à associação entre o fenômeno de nanismo insular e a existência dessa característica em H. floresiensis, embasadas sobretudo na proporção entre o tamanho do cérebro e do corpo como um todo. Estima-se que o volume endocranial de H. floresiensis é consideravelmente menor que o de humanos modernos. Ao se assumir, assim, que H. floresiensis se assemelha a humanos modernos e H. erectus, tal proporção poderia não fazer sentido, visto que, geralmente, o cérebro diminui menos que o restante do corpo nos processos ligados ao nanismo. Por outro lado, talvez tenha ocorrido uma redução mais acentuada do cérebro em relação ao restante do corpo através de nanismos insulares em pelo menos dois grupos: Myotragus e Hippopotamus lemerlei.

#### Descendência de australopitecos ou de outros hominínios pré-erectus
Algumas características observadas em H. floresiensis, que se assemelham muito àquelas observadas em australopitecos, permitiram o surgimento de uma hipótese evolutiva de que aqueles são descendentes destes. Algumas dessas características são: tamanho e morfologia dos dentes e da mandíbula, presença de pernas pequenas e massa do esqueleto desproporcional ao seu tamanho (padrão observado, por exemplo, no esqueleto de Australopithecus afarensis).
Outros traços do esqueleto de H. floresiensis também corroboram a hipótese de que essa espécie descende de hominínios pré-erectus, como a morfologia dos ossos do pulso e a morfologia de seus pés (por exemplo, um antepé comprido com dedos curvos).
Entretanto, existem algumas complicações que limitam e dificultam a confirmação dessa hipótese, como a ausência de fósseis de hominínios anteriores a H. erectus no sudeste asiático (sendo encontrados apenas na África) e a pobreza de registros fósseis associadas à anatomia pós-craninana de espécies pré-erectus.

### Hipóteses patológicas

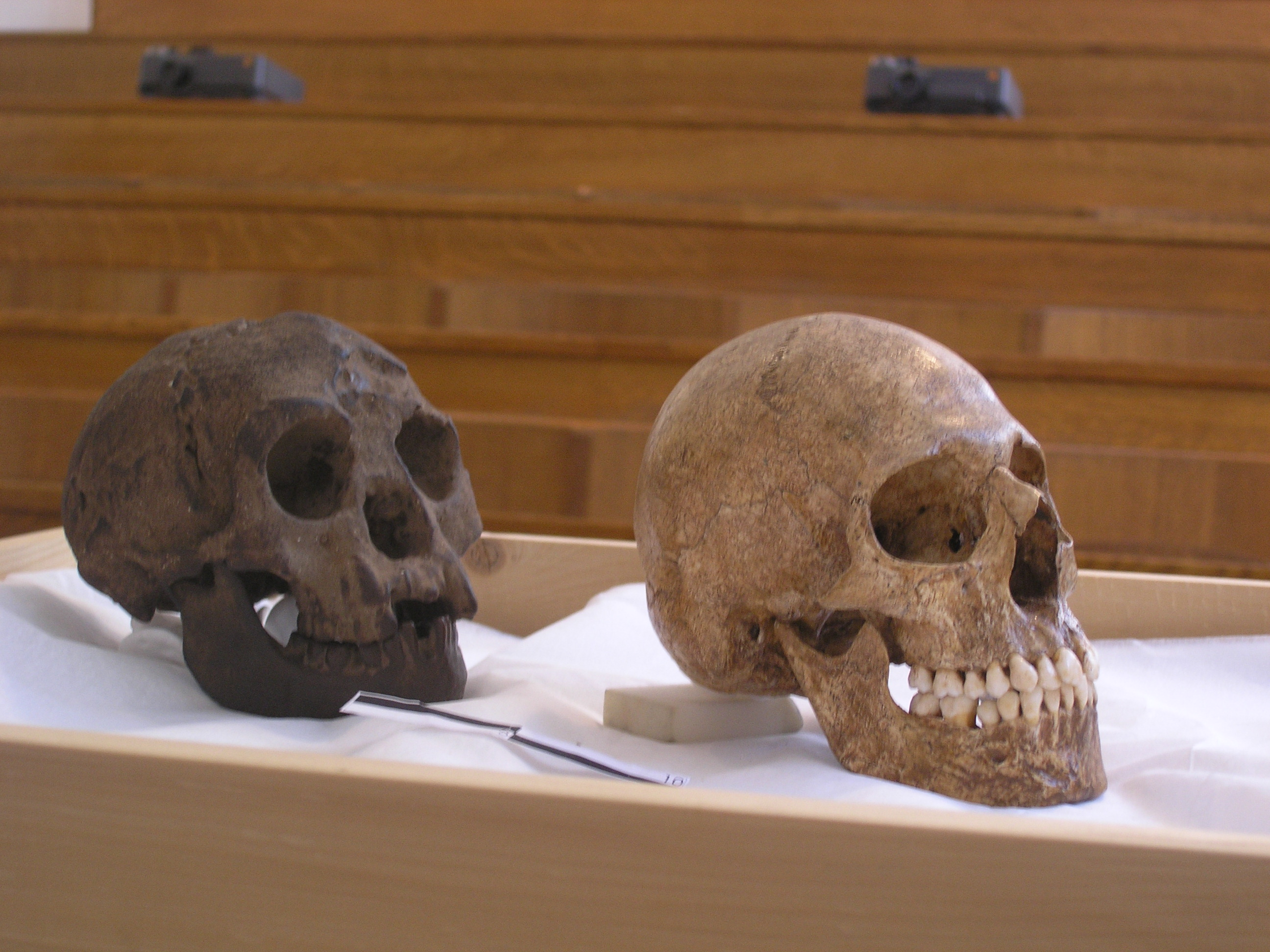
Comparação entre o crânio LB1 (à esquerda) e crânio de humano moderno com microcefalia.

#### Microcefalia
A microcefalia é uma condição com desordens variadas e múltiplas manifestações clínicas, definida por uma circunferência da cabeça menor que duas vezes o desvio padrão (DP) em comparação à média entre o sexo e idade do indivíduo. Dentro dessa definição, algumas síndromes apresentam entre suas consequências baixas estaturas, o que se encaixaria na hipótese de que o H. floresiensis pode ser um H. sapiens com a síndrome microcefálica.
Em um estudo de 2006, Argue, D., Donlon, D., Groves, C., & Wright, R. se propõem a avaliar essa hipótese. A partir de uma comparação morfológica craniana de LB1, os autores concluem ser altamente improvável que LB1 seja um H. sapiens com a síndrome de microcefalia. Para que essa hipótese fosse suportada, seria necessário observar um maior grau de prognatismo, assim como uma menor arcada e maior medida biauricular, observações não encontradas em LB1.

#### Síndrome de Down
A síndrome de Down é causada por uma trissomia no cromossomo 21, sendo de origem genética, portanto. Apesar de conhecidas manifestações clínicas, o diagnóstico requer um cariótipo, o que dificulta a análise da síndrome nos fósseis encontrados de H. floresiensis. A maior parte das manifestações clínicas da síndrome de Down não podem ser observadas em fósseis ou não são exclusivas dessa síndrome, dificultando o estudo na população de interesse.
Em 2014, Henneberg e colaboradores propuseram que o indivíduo LB1 atende alguns critérios diagnósticos para síndrome de Down, especialmente o tamanho cerebral, apoiando a hipótese de um indivíduo com o diagnóstico em uma população de H. sapiens. O tamanho femoral, assimetria facial e pés chatos são outras características que suportam a hipótese dos autores.
Entretanto, novos estudos mostram que tais traços são insuficientes para concluir o diagnóstico. Além disso, outras análises mostram que LB1 possui uma abóbada craniana e anatomia facial, especialmente no queixo, que divergem de H. sapiens, com ou sem diagnóstico de síndrome de Down. Por fim, os autores concluem que a altura de LB1 está fora do observado em H. sapiens com ou sem o diagnóstico. Dessa maneira, a hipótese de síndrome de Down vem sendo rejeitada, suportando a hipótese de LB1 pertencer a uma ancestralidade anterior a H. sapiens.

#### Cretinismo
O cretinismo é uma patologia causada por um hipotireoidismo congênito, no qual a falta de tiroxina durante o desenvolvimento do recém-nascido impede o amadurecimento cerebral. Sua manifestação clínica se caracteriza pela baixa estatura, crânio com maior proporção em relação ao corpo, atraso na puberdade, entre outros.
A principal evidência encontrada para que LB1 seja um H. sapiens com diagnóstico de cretinismo é uma fossa na glândula pituitária, assim como métricas do crânio, segundo um estudo de 2008 conduzido por Peter Obendorf e colaboradores. Entretanto, segundo Brown e colaboradores, essas são evidências insuficientes para tal conclusão. Os autores mostram que não há evidências de um atraso no crescimento de LB1, o que seria visto em caso de cretinismo, além de uma inconsistência entre a massa cerebral de LB1 e o esperado em caso de LB1 representar um H. sapiens com cretinismo. A única similaridade entre LB1 e humanos modernos com cretinismo é uma torção umeral, que também é observada em populações de H. erectus.

#### Síndrome de Laron
A síndrome de Laron se caracteriza por uma resistência ao hormônio do crescimento (GH) devido à falta de receptores, sendo uma patologia congênita. Além da baixa estatura, outras características podem ser identificadas como testa protuberante, proporção da face, mandíbula subdesenvolvida, mãos e pés pequenos, ossos pequena circunferência da cabeça, proporção de parte superior e inferior do corpo inferior acima da norma, entre outros.
Em 2007, Hershkovitz et al. propuseram que LB1 atende aos 32 critérios para o diagnóstico da síndrome, como o tamanho pequeno, proporção do tronco, tamanho dos pés e mãos, entre outros. Os autores argumentam que as características únicas, que indicam uma ancestralidade diferente de H. sapiens para LB1, são resultados da baixa estatura e da síndrome de Laron e concluem que os achados da Ilha de Flores representam uma população local de Homo sapiens de baixa estatura na qual ocorreu uma mutação no receptor GH por altas taxas de endogamia.
Em 2009, Falk et. al investigam a questão mais profundamente e verificam 10 importantes critérios diagnósticos da síndrome de Laron não presentes em LB1, além de outros critérios utilizados por Hershkovitz com evidências dúbias. Além disso, o tamanho cerebral e o prognatismo de LB1 e indivíduos com síndrome de Laron não são compatíveis, refutando a hipótese diagnóstica para LB1.

## Surgimento e datagem cronológica

Datação por radiocarbono

Apesar das grandes lacunas nas evidências arqueológicas associadas ao Homo floresiensis, artefatos apontam a ocupação da ilha por hominídeos pré-modernos entre 880 e 640 mil anos atrás, antecessores do Homo floresiensis. Considerando a grande dificuldade de colonização da ilha de Flores, caracterizada pela baixa diversidade de animais terrestres, a colonização do pelos hominídeos deve ter sido causada acidentalmente por meio de um grande evento. Considerando as especificidades da geografia da ilha e das correntes, eles alcançaram a ilha vindo do norte, vindos de Sulawesi.
Na primeira descrição em 2004, o crânio LB1 foi datado usando o método de radiocarbono e a idade aproximada foi de 18.000 anos, os achados restantes foram datados com cerca de 38.000 anos. Além de LB1, a mandíbula LB6 também foi datada e sua idade é dada em cerca de 15.000 anos. Em 2005, utilizando técnicas de termoluminescência, a idade máxima dos achados fósseis do Homo floresiensis foi estimada entre 95.000 e 74.000 anos, a idade mínima em torno de 12.000 anos. Nessa análise, o fóssil mais jovem atingiu a idade mínima de 12.000 anos.
Além disso, uma grande quantidade de artefatos de pedra foram descobertos durante a escavação, que, devido à grande concentração delas na mesma camada dos achados fósseis, são muito provavelmente atribuídas ao Homo floresiensis e estão dispersos em camadas datadas por termoluminescência dos grãos de quartzo entre 95 e 74.000 anos até 12.000 anos atrás. Ao analisar as ferramentas encontradas, um estudo de 2009 nomeou o período do Homo floresiensis na caverna Liang Bua com 95.000 a 17.000 anos atrás e colocou a primeira evidência do Homo sapiens no mesmo local como mais recente que 11.000 anos atrás.

## Cultura, comportamento, ferramentas e caça

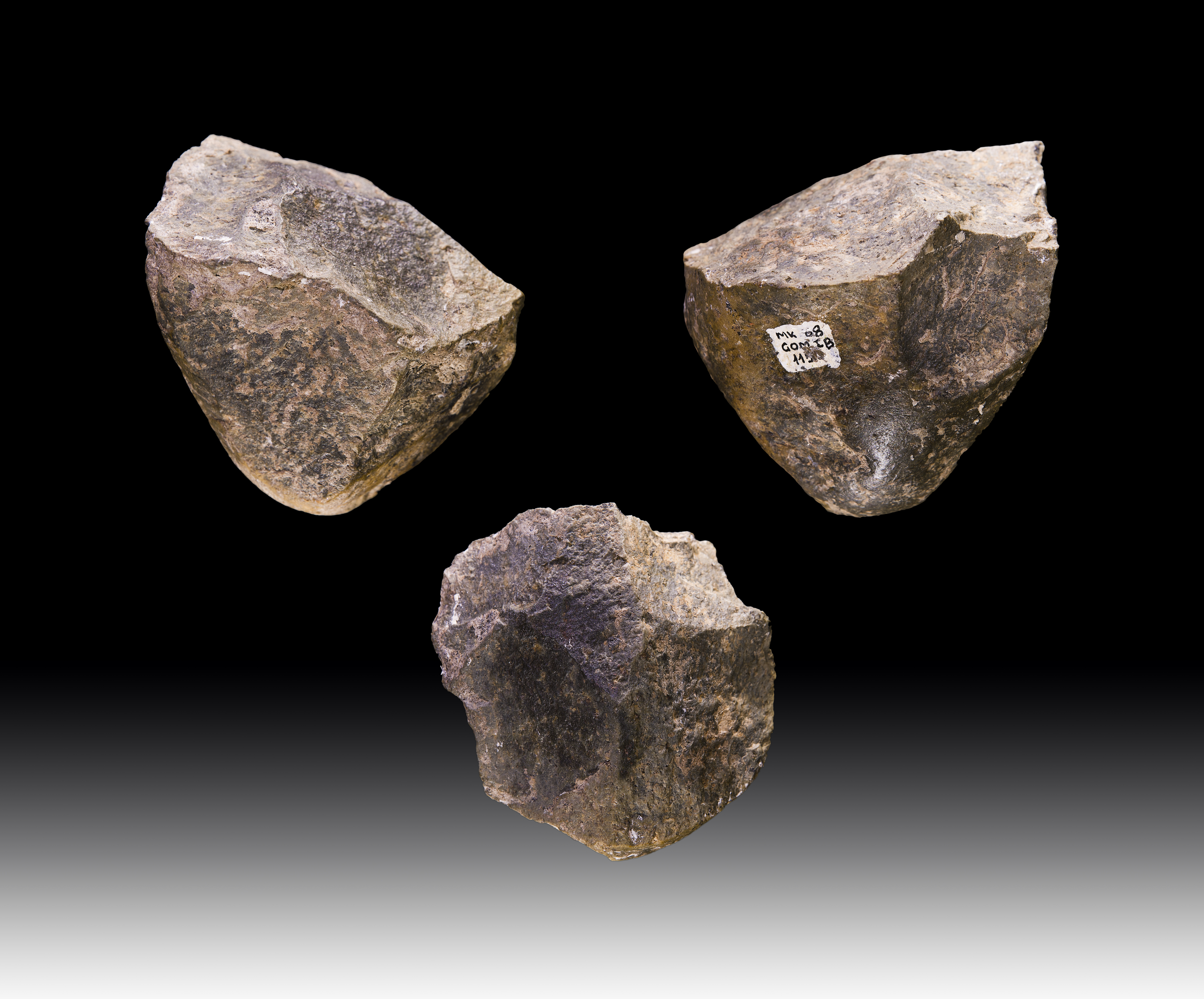
As ferramentas de pedra encontradas em Mata Menge e Liang Bua são parecidas com as ferramentas Olduvai de 1,7 milhão de anos encontradas na África.

No local onde foram encontrados os esqueletos de Homo floresiensis também encontraram pedras, fragmentos descamados, ferramentas retocadas, bigornas e restos faunísticos, indicando que a área era um foco para uma série de atividades hominíneas e que o H. floresiensis era capaz de comportamento e cognição complexos.
O uso do fogo por hominínios é indicado por ossos carbonizados e aglomerados de rochas avermelhadas e quebradas pelo fogo.
A maioria das ferramentas de pedra encontradas eram simples e parecidas com as olduvaienses (o tipo de ferramenta mais antigo já registrado). Elas também se assemelham com as encontradas em outras partes da ilha, as quais possuem idade aproximada de 1 milhão de anos.

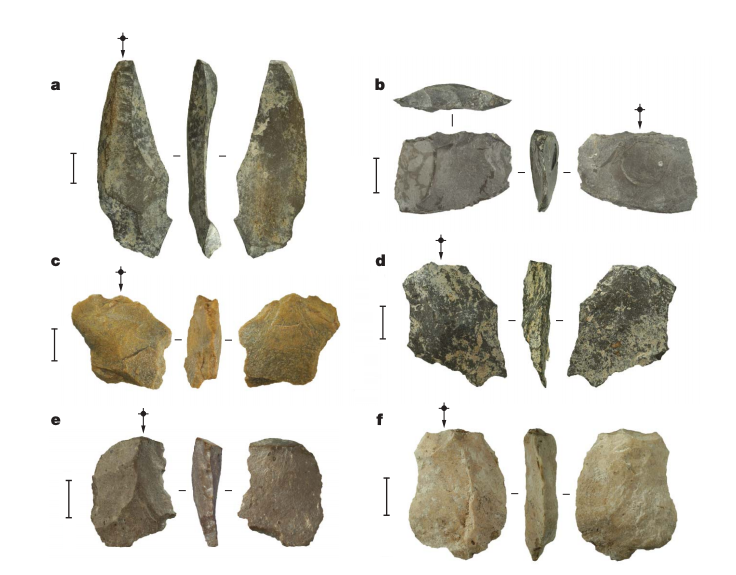
Ferramentas utilizadas pelo Homo floresiensis.

Algumas ferramentas e utensílios de corte encontrados eram mais modernos e sofisticados, provavelmente eram usados para caçar animais grandes, já que foram achadas próximo dos restos de elefantes pigmeus. A caça sugere que devia existir algum nível de comunicação e planejamento em conjunto entre eles.
Dentre os restos faunísticos, há evidências de marcas de corte em alguns ossos de Stegodon, indicando que os hominínios caçavam esses animais. Mesmo o Stegodon sendo uma espécie anã, ele ainda pesava cerca de 1000 kg, o que deveria ser um grande desafio para um caçador do tamanho de uma criança moderna de 3 anos. 

## Habitat

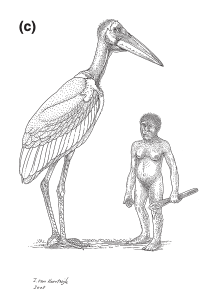
Ilustração de um marabu gigante em comparação com o Homo floresiensis.

Os registros fósseis de Liang Bua indicam que diversas espécies de animais viviam ou eram trazidos para dentro da caverna. De acordo com as explorações realizadas em Liang Bua, o H. floresiensis apresentava associação próxima com quatro animais com mais de ~3kg: stegodon (Stegodon florensis insularis), dragão de Komodo (Varanus komodoensis), marabu-gigante (Leptoptilos robustus), e abutre (Trigonoceps sp.).
A fauna de Flores apresentava como característica um alto endemismo, com baixa riqueza de espécies. Essas espécies apresentavam ambos gigantismo e nanismo, ocupando os nichos ecológicos disponíveis.

Estudos com evidências paleoclimáticas mostraram que o período em que Flores foi habitada pelo H. floresiensis era marcado por diversas mudanças ambientais, como alterações no volume e padrões de chuva, modificação da vegetação e eventos vulcânicos. A permanência da população em Flores nesse período demonstra que o homem de flores foi capaz de sobreviver a eventos prolongados de seca, ao ocupar locais abertos ou migrando para regiões mais favoráveis, e eventos com maiores índices pluviométricos.

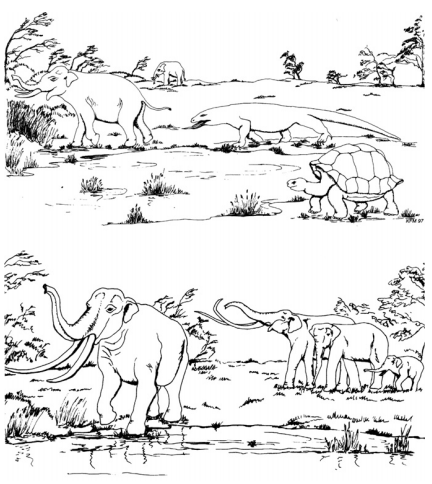
Representação do habitat e da fauna em Flores, no período de vida do Homo floresiensis.

## Extinção
Após a escavação original feita em Liang Bua, cientistas concluíram que os fósseis de H. floresiensis poderiam ser tão recentes quanto 11 mil anos atrás. Essa datação foi realizada com base em carvão encontrado nas proximidades dos ossos e foi assumido que ambos os depósitos tiveram início no mesmo período. Com essa data de extinção, o registro indicaria que a espécie viveu na Ilha de Flores concomitantemente com os Homo sapiens e sobreviveu por mais 30 mil anos após a chegada dos humanos modernos. No entanto, essa data trouxe muito debate para o meio científico, visto que não era esperado que a espécie conseguisse sobreviver às dificuldades impostas pela competição com os H. sapiens.
Novos estudos focados na data de extinção do homem de flores foram realizados em 2017 por uma equipe de pesquisadores, e trouxe à tona que a espécie provavelmente foi extinta muito antes do que tinha sido concluído. Foi comprovado que o carvão analisado anteriormente foi depositado em um local em que os sedimentos antigos sofreram erosão e foram substituídos por rocha muito mais recente, indicando um erro na primeira hipótese de data de extinção. As análises mais recentes foram realizadas coletando carvão da mesma camada de sedimento em que os ossos de H. floresiensis foram encontrados e foram datados em 100 mil a 60 mil anos. Ferramentas descobertas no local também foram datadas em aproximadamente 190 mil e 50 mil anos atrás. Essas novas datas indicam uma data de extinção muito mais antiga e são um excelente indício que o último registro do homem de flores se deu em um período próximo a chegada dos humanos modernos na região.
A causa exata da extinção dos Homo floresiensis ainda é desconhecida e ainda não existem dicas suficientes que indiquem as relações com outras espécies de humanos. Visto que o último registro e a chegada dos humanos modernos são coincidentes, a teoria de que a população de H. floresiensis não conseguiu sobreviver à competição e novas dificuldades impostas pelos H. sapiens e foram levadas à extinção é muito defendida no meio científico.

## Mitos

### Pigmeus de Rampasasa
Rampasasa é uma aldeia da ilha de Flores onde as pessoas acreditam que sua ancestralidade estava fortemente ligada à caverna de Liang Bua. Depois da descoberta dos esqueletos do H.floresiensis na mesma caverna essa crença ficou ainda mais forte, já que o povo de Rampasasa apresenta baixa estatura, característica que seria herdada dos H. florensiensis. Além disso, os H.florensiensis também apresentavam proporções faciais muito parecidas com os atuais pigmeus de Rampasasa.
Essa aparente ligação evolutiva entre os dois povos foi investigada geneticamente em 2018, a partir da análise da saliva de 32 pessoas de Rampasasa, mas não foram encontradas evidências de parentesco entre os pigmeus atuais e os H. floresiensis. Portanto, a baixa estatura dos pigmeus atuais da ilha não tem relação de ancestralidade com os hobbits da caverna de Liang Bua, tendo surgido duas vezes distintas.

### Ebu Gogo
Ebu Gogo é uma criatura folclórica da ilha de Flores que, segundo a lenda, devorava de tudo, inclusive carne humana. São descritas com riqueza de detalhes como criaturas com cerca de um metro de altura, peludas, com orelhas salientes e barrigas redondas, sendo que as fêmeas possuíam longos seios pendentes, além de um andar desajeitado com braços e dedos longos. Além disso, é relatado que essas criaturas murmuravam entre elas e conseguiam repetir palavras que ouviam, como um papagaio. Com a descoberta dos ossos da caverna de Liang Bua especulou-se que houvesse alguma correlação entre o H. floresiensis com a lenda do Ebu Gogo, entretanto evidências científicas cronológicas demonstram que essa hipótese é muito improvável, já que o H. floresiensis deve ter desaparecido da ilha há pelo menos 50 mil anos.

## Polêmicas
Em 2004, o paleoantropólogo Teuku Jacob levou ossos de Homo floresiensis para o seu próprio laboratório. Essa ação fez com que vários desses ossos de algumas partes do corpo, como os da pelve e da mandíbula, sofressem danos ou quebrassem. Ele os devolveu apenas em fevereiro de 2005. A pelve danificada poderia ter dado importantes evidências a respeito da forma como a espécie andava e de sua forma e seu tamanho.

## Filmes
- The Hobbit Enigma. Documentário, Austrália, 2008, 52 Min, escrito e dirigid:. Annamaria Talas, Simon Nasht. Resumo.